# Эванс, Рональд Марк
Рональд Марк Эванс (англ. Ronald (Ron) Mark Evans; род. 17 апреля 1949, Лос-Анджелес, США) — американский учёный, специалист по гормонам. 
Член Национальных Академии наук (1989) и Медицинской академии (2003) США, а также Американского философского общества (2007), доктор философии (1974), профессор и (с 1995) директор лаборатории экспрессии генов Salk Institute for Biological Studies, где с 1998 занимает именную кафедру (March of Dimes Chair), исследователь Медицинского института Говарда Хьюза. Труды в основном посвящены микробиологии и физиологии. Лауреат наипрестижнейших премий, Clarivate Citation Laureate.
Получил известность как исследователь экспрессии генов и метаболизма.
Вырос в Лос-Анджелесе.
В Калифорнийском университете в Лос-Анджелесе получил степени бакалавра бактериологии (1970) и доктора философии в области микробиологии и иммунологии (1974).
Являлся постдоком Рокфеллеровского университета и в том же 1978 году зачислился в Salk Institute for Biological Studies, с 1995 директор лаборатории.
Член Американской академии искусств и наук (1997) и EMBO, фелло Академии Американской ассоциации исследований рака (2014).
Член редколлегии Cell.
Его индекс Хирша > 100.

## Награды и отличия
- Edwin B. Astwood Lecture Award (1993)
- Калифорнийский учёный года (1994)
- Премия Диксона (1995)
- Fred Koch Award, Endocrine Society (1999)
- Bristol-Myers Squibb Award in Metabolic Research (первый удостоенный, 2000)
- City of Medicine Award, Университет Дьюка (2002)
- Премия фонда «March of Dimes» по биологии развития (2003)
- General Motors Cancer Research Foundation Alfred P. Sloan Medal (2003)
- Премия Кэйо[англ.] (2003)
- 2004 — Премия Альберта Ласкера за фундаментальные медицинские исследования
- 2005 — Гранд-медаль
- 2006 — Международная премия Гайрднера[7][8]
- 2006 — Премия Харви[5]
- 2006 — Clarivate Citation Laureate
- 2007 — Премия медицинского центра Олбани
- 2008 — Endocrine Regulation Prize[нем.]
- 2012 — Премия Вольфа по медицине[9]
- 2018 — Премия Луизы Гросс Хорвиц
- NOMIS Distinguished Scientist and Scholar Award (2020)[10]